# Roger Lemerre
Roger Lemerre (født 18. juni 1941 i Bricquebec, Frankrig) er en tidligere fransk fodboldspiller og nuværende træner, der (pr. februar 2009) er træner for Marokkos landshold. Han har tidligere været træner for det franske landshold, som han gjorde til europamestre i 2000 i Holland og Belgien.

## Aktive karriere
Lemerres karriere som spiller strakte sig fra 1961 til 1975. Han spillede i nævnte rækkefølge for CS Sedan, FC Nantes, AS Nancy og RC Lens. Herudover nåede han, mellem 1968 og 1971 at spille seks kampe for Frankrigs landshold. 

## Trænerkarriere
Lemerre har siden han i 1975 stoppede sin aktive karriere været træner i et hav af klubber, samt for flere forskellige landshold. Af klubber er de mest nævneværdige RC Lens og RC Strasbourg. Han var i 1998 assistenttræner for Aimé Jacquet, da Frankrig vandt guld ved VM på hjemmebane. Efter at Jacquet trak sig tilbage efter triumfen blev Lemerre overdraget ansvaret, og han sad på posten de næste fire år.

### Landstræner i Frankrig
Lemerre fik en fremragende start på jobbet som fransk landstræner, da han gjorde holdet til europamester i 2000. Holdet vandt titlen efter en nervepirrende finale mod Italien, hvor sejrsmålet var et såkaldt golden goal, scoret af angriberen David Trezéguet. Året efter vandt holdet også Confederations Cup, og besad dermed alle tre store landsholdstitler samtidig.
Ved VM i 2002 floppede franskmændene, der ellers kom til turneringen som forsvarende mestre. Holdet røg ud allerede efter indledende runde, og uden at have scoret et eneste mål. Blandt andet måtte man inkassere et nederlag på 2-0 til Danmark, og den skuffende indsats i Sydkorea kostede Lemerre jobbet. Han blev erstattet på posten af Jacques Santini.

### Landstræner i Tunesien
Efter fyringen i Frankrig blev Lemerre træner for Tunesiens landshold, en post han besad i seks år. Han førte blandt andet holdet til en sejr ved African Nations Cup i 2004 på hjemmebane, samt til deltagelse ved VM i 2006 i Tyskland. I 2008 blev han dog fyret, og blev kort efter præsenteret som ny landstræner i nabolandet Marokko.

## Titler som træner
EM i fodbold
- 2000 med Frankrig

Confederations Cup
- 2001 med Frankrig

African Nations Cup
- 2004 med Tunesien